# Winten
Winten is een plaats in de Duitse gemeente Hellenthal, deelstaat Noordrijn-Westfalen, en telt 50 inwoners (2006).